# Ладыгина-Котс, Надежда Николаевна
Наде́жда Никола́евна Лады́гина-Котс (6 [18] мая 1889, Кузнецк — 3 сентября 1963, Москва) — русский и советский зоопсихолог, приматолог и музеевед, доктор биологических наук, одна из организаторов Дарвиновского музея в Москве.

## Биография
Надежда Николаевна Ладыгина родилась в городе Кузнецке Пензенской губернии (ныне — Пензенской области), в семье чиновника. В том же году семья переезжает в Пензу.
Окончила Первую Пензенскую женскую гимназию с золотой медалью. Здание этой гимназии сохранилось до наших дней. В настоящее время в нём располагается Пензенский научно-исследовательский электротехнический институт (ПНИЭИ). На здании установлена мемориальная доска Ладыгиной-Котс.

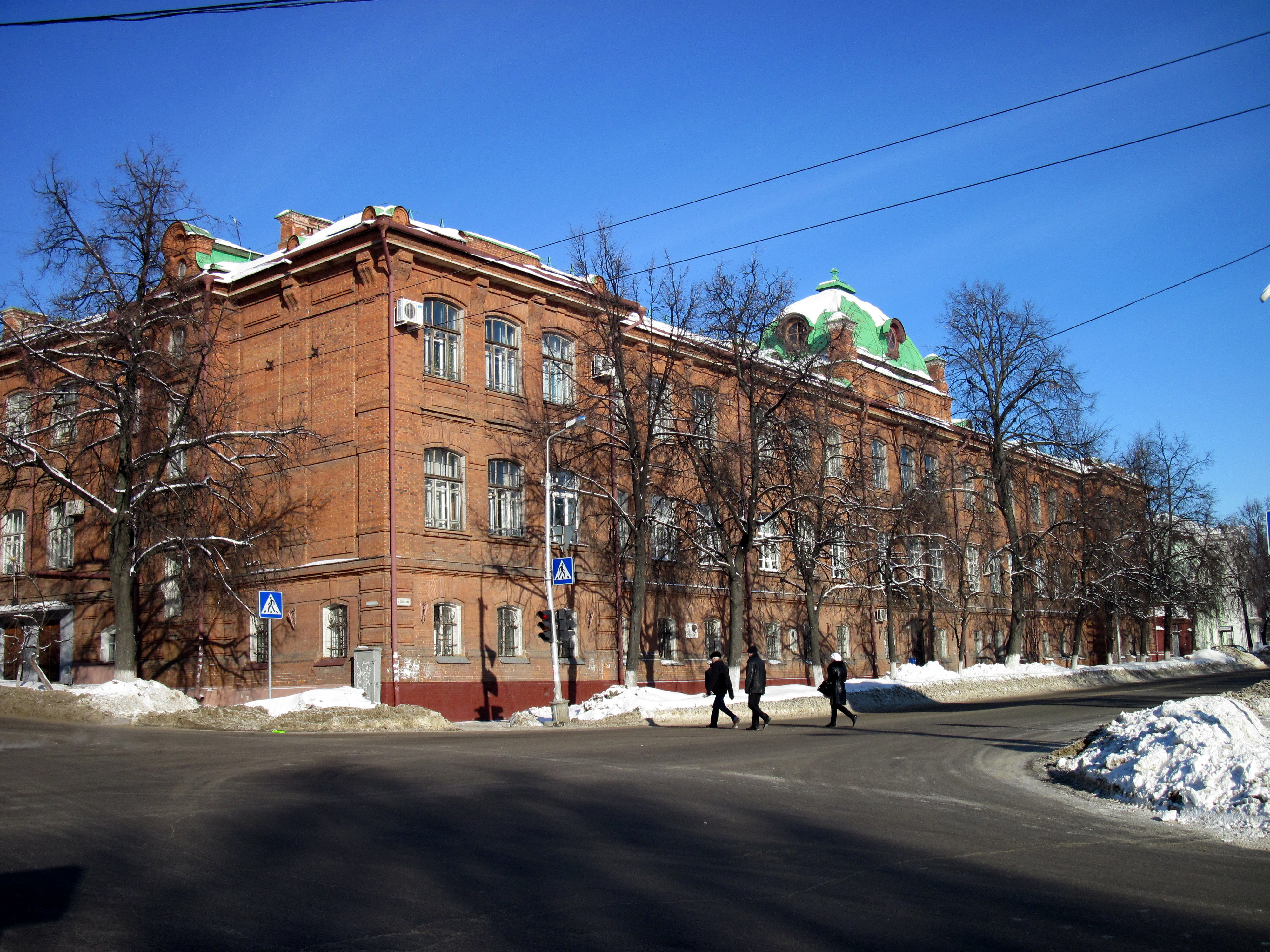
Здание 1-й Пензенской женской гимназии, которую окончила Ладыгина-Котс

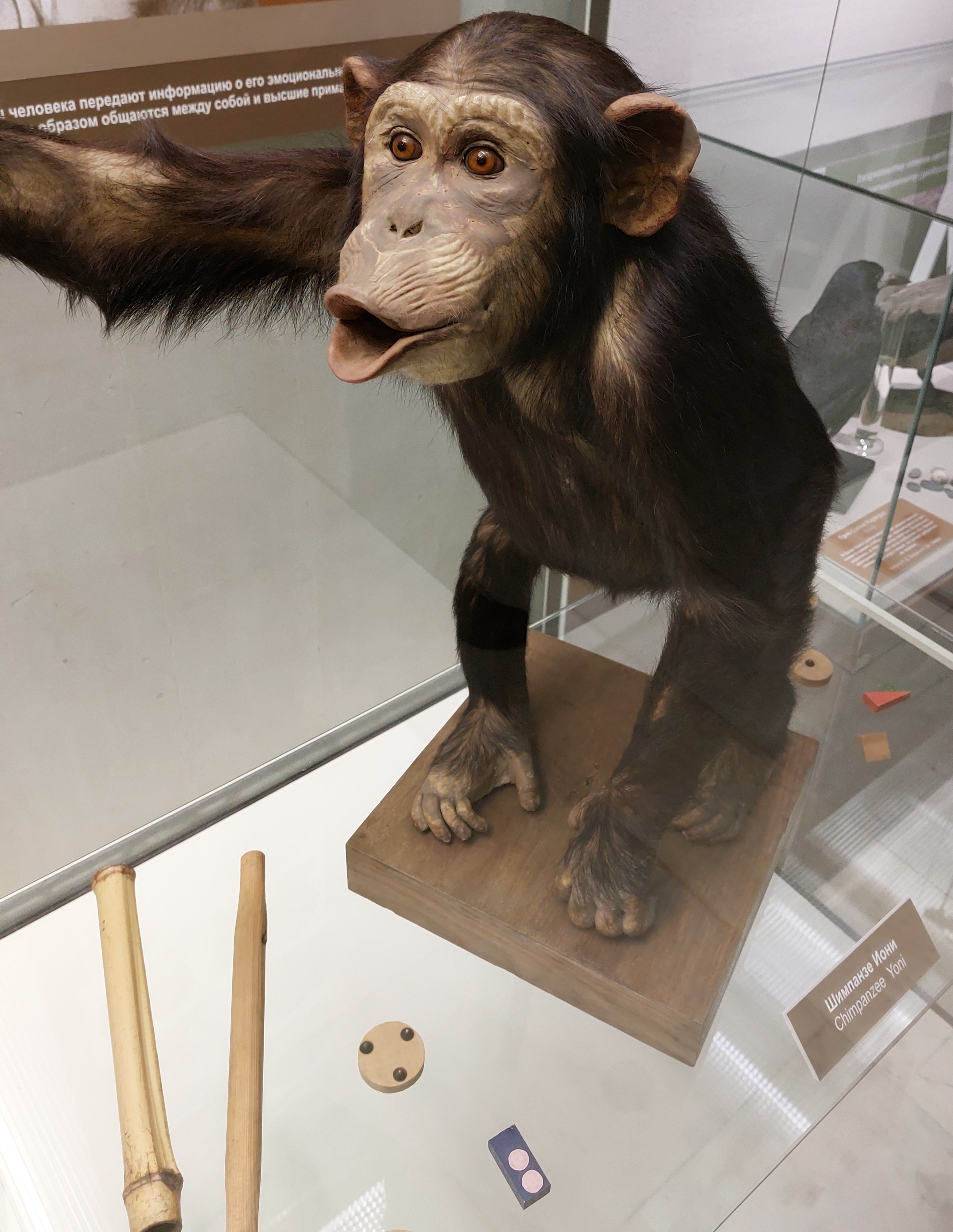
Чучело шимпанзе Иони в Дарвиновском музее

В 1908 году Надежда поступает на физико-математическое отделение Высших женских курсов в Москве. Девушка увлекается зоологией, особенно её интересует поведение животных. В 1916 она окончила Московские высшие женские курсы, а в 1917 Московский университет.
На Высших женских курсах она знакомится с молодым преподавателем Александром Фёдоровичем Котсом, ведущим практические занятия по анатомии животных. В 1911 г. Надежда Николаевна выходит за него замуж. С этого времени супруги уделяют все своё время формированию коллекции, ставшей впоследствии основой экспозиции Дарвиновского музея в Москве.
Помимо работы в музее Надежда Николаевна занимается исследованиями поведения животных, принесшими ей мировую известность. Для получения точных и однозначных результатов она проводит крупные серии экспериментов. Например, исследуя реакцию волков и собак на зрительные раздражители, она провела 30 тысяч опытов. Её интересует поведение птиц, особенно врановых и попугаев, низших и высших приматов.
В 1913 Александр Федорович Котс подарил ей полуторагодовалого шимпанзе по имени Иони, которого супруги поселили в отдельной комнате своей квартиры. Надежда Николаевна вела за ним ежедневные наблюдения и фиксировала каждую деталь его поведения. В 1916 году Иони умер. Тем не менее, разработанные Ладыгиной-Котс методы работы с приматами и сейчас широко применяются в лабораториях и питомниках.
В 1925 году у Котсов родился сын Рудольф, который также стал объектом исследований. Так, уже через два часа после его рождения она стала диктовать няне описание поведения новорожденного. Затем на протяжении 7 лет Ладыгина-Котс вела ежедневные наблюдения за поведением и развитием психики сына, которому она предлагала те же самые задания, что в прошлом выполнял шимпанзе Иони. В 1935 году Надежда Николаевна публикует монографию «Дитя шимпанзе и дитя человека в их инстинктах, эмоциях, играх, привычках и выразительных движениях», в которой обобщила свои многолетние наблюдения.
В 1945 году её приглашают старшим научным сотрудником в Институт философии АН СССР. Характерной чертой работ Надежды Николаевны всегда была безупречная объективность в оценке получаемых фактов, взвешенность выводов, твердая верность своей позиции.
Умерла Надежда Николаевна в сентябре 1963 года, похоронена на Введенском кладбище (27 уч.). Её научное наследие продолжает активно влиять на современных исследователей поведения животных, её работы широко цитируются, на них ссылаются.

## Работы и монографии
- Ладыгина-Котс Н. Н. «Исследование познавательных способностей шимпанзе», ч. 1-2, Москва — Петроград, 1923.
- Ладыгина-Котс Н. Н. «Дитя шимпанзе и дитя человека в их инстинктах, эмоциях, играх, привычках и выразительных движениях». С 145 таблицами. — М.: Государственный Дарвиновский музей, 1935. — 596 с.
- Ладыгина-Котс Н. Н. «Конструктивная и орудийная деятельность высших обезьян», М.: Издательство Академии наук СССР, 1959, — 368 с.
- Ладыгина-Котс Н. Н. «Предпосылки человеческого мышления. (Подражательное конструирование обезьяной и детьми)», М., 1965.

## Увековечение памяти

Мемориальная доска Ладыгиной-Котс на здании 1-й Пензенской женской гимназии, которую она окончила

### Москва
- Жизни Надежды Ладыгиной-Котс посвящён один из залов Дарвиновского музея.

### Пенза
- В мае 2001 года на здании Первой женской пензенской гимназии, которую окончила Надежда Ладыгина-Котс, была торжественно открыта посвящённая ей мемориальная доска. Авторы — скульпторы Александр Саркисович Хачатурян и Александр Сергеевич Кныш.
- 26 ноября 2010 года решением Пензенской городской Думы № 472-23/5 имя Надежды Ладыгина-Котс было присвоено одной из улиц г. Пензы в микрорайоне «Заря—1 мкр. 1» Октябрьского района города. В городе появилась «Улица Ладыгиной-Котс»[9].